# Iori Kimura
Iori Kimura (木村偉織, Kimura Iori, Tokio, 22 juni 1999) is een Japans-Russisch autocoureur. In 2023 werd hij kampioen in de Super Formula Lights.

## Carrière

### Vroege carrière
Kimura begon zijn autosportcarrière in 2016 in de Asian Le Mans Sprint Cup. In 2017 kwam hij uit in een raceweekend van de B-klasse van de Aziatische Formule Renault voor het team PS Racing.

### Formule 4
In 2019 maakte Kimura de overstap naar het Japans Formule 4-kampioenschap, waarin hij uitkwam voor het team Silver Star Racing. Hij kende een goed debuutseizoen en stond in het laatste raceweekend op de Twin Ring Motegi op het podium. Met 69 punten werd hij negende in het klassement.
In 2020 zou Kimura opnieuw deelnemen aan de Japanse Formule 4 als protegé van Honda voor het team Honda Formula Dream Project (HFDP). Vanwege de coronapandemie trok dit team zich echter terug uit het kampioenschap. In 2021 reed hij alsnog voor HFDP in de klasse. Hij won vier races op de Fuji Speedway, het Suzuka International Racing Course, het Sportsland SUGO en op Motegi. Daarnaast behaalde hij nog drie podiumplaatsen. Met 191 punten werd hij achter Seita Nonaka en Rin Arakawa derde in de eindstand.

### Super Formula Lights
In 2022 maakte Kimura de overstap naar de Super Formula Lights, waarin hij uitkwam voor het B-Max Racing Team. Hij kende een succesvol debuutjaar, waarin hij drie races won: twee op Autopolis en een op Motegi. Hiernaast behaalde hij nog zes podiumfinishes, waaronder in alle drie de races op het Okayama International Circuit. Met 86 punten werd hij achter Kazuto Kotaka en Kakunoshin Ohta derde in het kampioenschap.
In 2023 bleef Kimura actief in de Super Formual Lights bij B-Max. In het eerste weekend op Autopolis won hij alle drie de races. Ook behaalde hij een overwinning op Suzuka en twee zeges op Motegi. In nog zes andere races kwam hij op het podium terecht. Met 113 punten werd hij gekroond tot kampioen in de klasse.

### Super GT
In 2022 nam Kimura, naast de Super Formula Lights, ook deel aan de GT300-klasse van de Super GT bij het team ARTA, waar hij de auto met Hideki Muto deelde. Hij kende een rustig seizoen, voordat hij de seizoensfinale op Motegi wist te winnen. Met 26 punten werd hij twaalfde in het eindklassement.
In 2023 viel Kimura in de GT500-klasse eenmalig in voor de geblesseerde Toshiki Oyu bij ARTA in de race op Fuji. Als teamgenoot van Tomoki Nojiri werd hij veertiende in de race. Ook reed hij voor Team Kunimitsu in de laatste twee races van het seizoen als vervanger van de geblesseerde Naoki Yamamoto als teamgenoot van Tadasuke Makino. Op Autopolis werd hij negende, voordat hij op Motegi tiende werd.

### Super Formula
In 2024 maakt Kimura de overstap naar de Super Formula, waarin hij zijn samenwerking met B-Max voortzet.